# Romanismo (pintura flamenca)

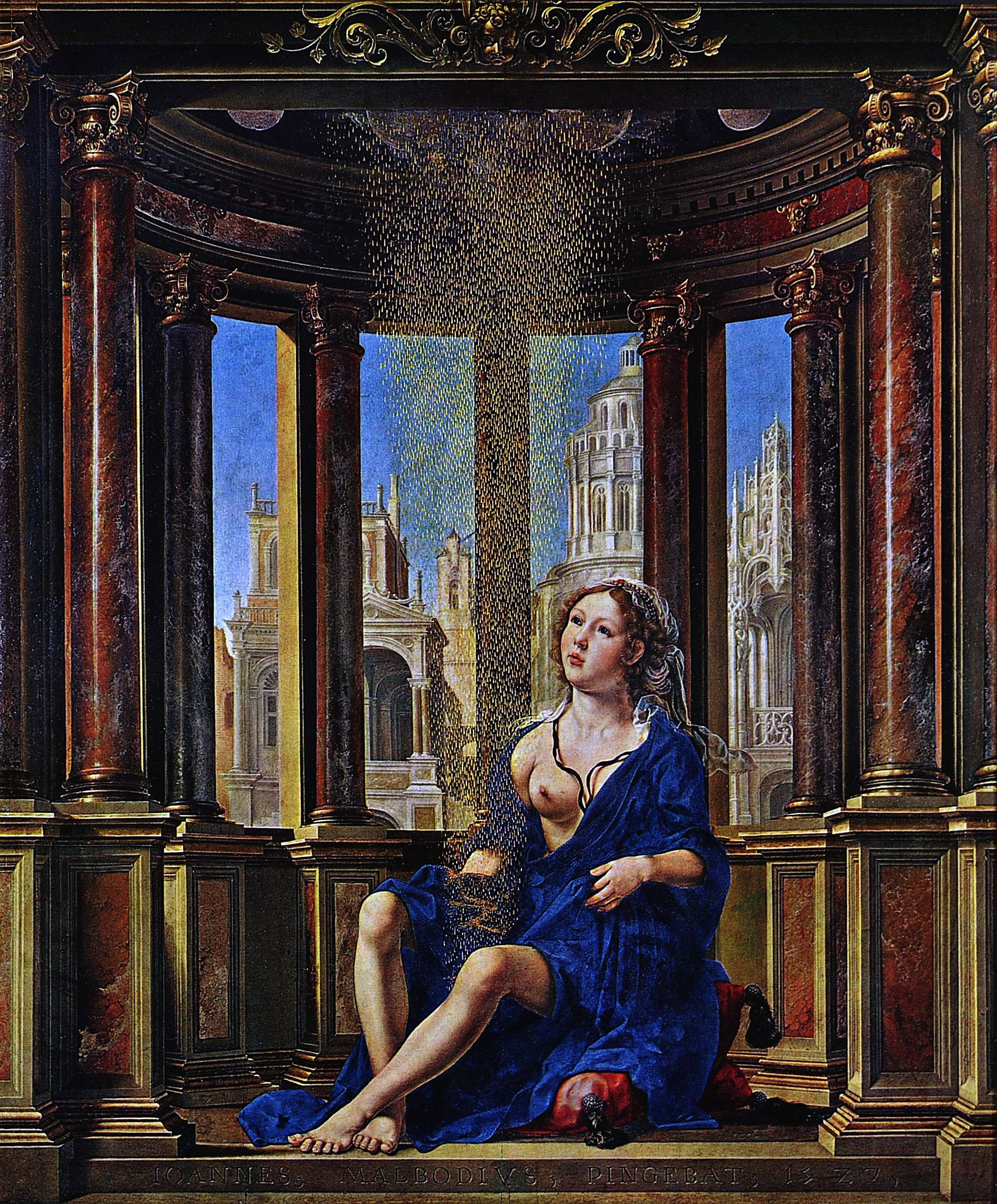
Danae de Jan Mabuse.

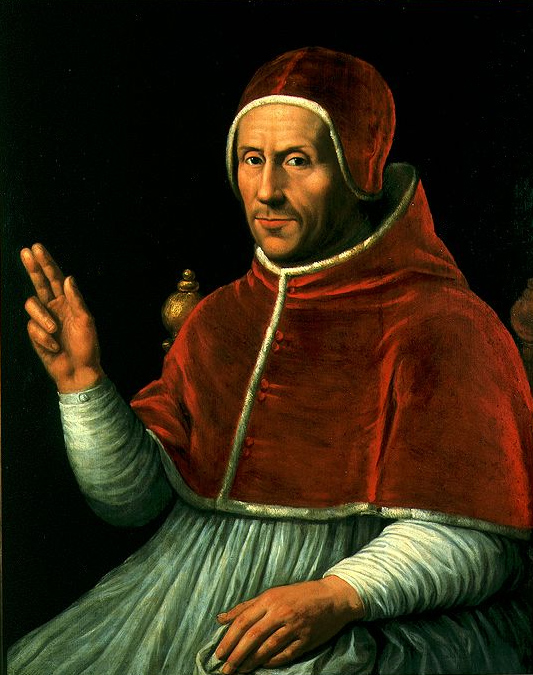
Retrato del papa Adriano VI de Jan van Scorel (c. 1522),

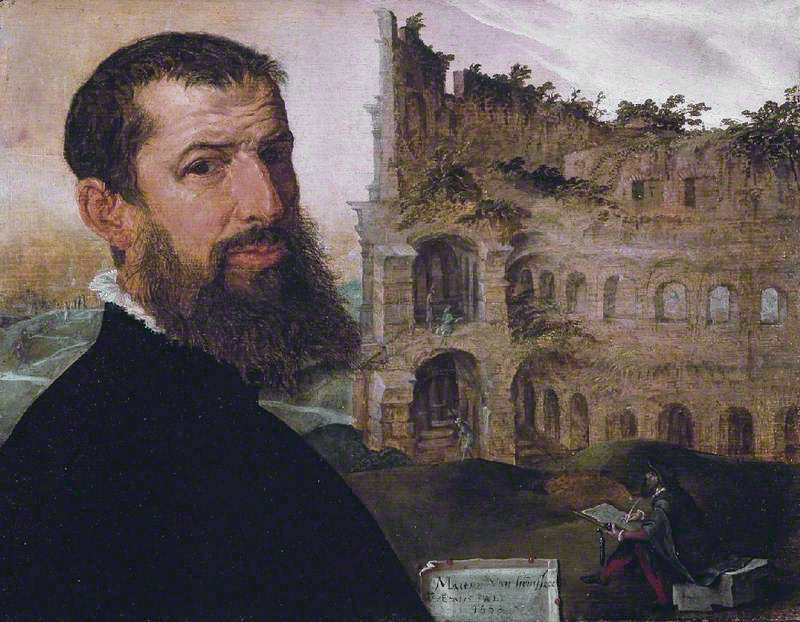
Autorretrato de Maerten van Heemskerck ante el Coliseo (1553).

Romanismo (derivación de "Roma") es un término que designa genéricamente un estilo de arte caracterizado por haber sido influido por el "arte romano" del Cinquecento (siglo XVI). En pintura, tuvieron gran importancia, sobre todo, los artistas flamencos, franceses y españoles que comenzaron a visitar Italia, principalmente Roma, y que comenzaron a incorporar a su obra, las influencias renacentistas allí aprehendidas, con elementos propios de cada país. 
Entre los primeros romanistas flamencos y el considerado más grande en este estilo, se encuentra Jan Gossart, llamado Mabuse, que acompañó a su maestro Felipe de Borgoña, gobernador de Güeldres, a  Roma, donde se le encomendó copiar antigüedades (1508-1509). Según Carel van Mander, retomando a Vasari y Guicciardini, Mabuse "fue uno de los primeros en importar, de Italia a Flandes, la manera correcta de componer historias llenas de figuras desnudas y de todo tipo de poesías en fábulas, como no se habían usado en nuestro tiempo".
Van Mander pone énfasis en el papel de Jan van Scorel (1495 – 1562), colaborador de Mabuse, quien "fue el primero en visitar Italia y al venir, nos iluminó en el arte de la pintura", y que le valió, entre sus seguidores la reputación de "pionero en la pintura de los Países Bajos". Su itinerario italiano también pone de manifiesto el doble interés de los romanistas por las antigüedades y los recursos modernos de la ciudad, "donde trabajó con celo en la reproducción de antigüedades, estatuas, ruinas y hermosas pinturas de Rafael o Miguel Ángel Van Scorel llegaría a ser el administrador de las colecciones del papa Adriano VI (originario de Utrecht) entre 1522 y 1523.

## Influencias de Rafael y Miguel Ángel
La influencia de Rafael y Miguel Ángel, sobre todo, fue grande en los romanistas, especialmente en la utilización pictórica de escenas mitológicas y de desnudez.

## El manierismo de Amberes
El manierismo de Amberes es un término que se da al estilo de un amplio grupo de pintores, en gran medida anónimos, de Amberes, a comienzos del siglo XVI, que tuvieron una influencia italiana más temprana en el arte de los Países Bajos, que por ejemplo, en el caso de Mabuse. Así, está más cercana a la primitiva pintura flamenca.